# Далаты
Дала́ты (монг. Далад) — южно-монгольский этнос, проживающий на территории городского округа Ордос Внутренней Монголии.

## Этноним
Название далад было образовано путем присоединению аффикса -д (-d) к монгольскому числительному  «семьдесят» — дал (далан). Такое образование этнонима может соответствовать следующим примерам: дөрвөн ~ дөрвөд (дөрбен ~ дербет); мянган ~ мянгад (минган ~ мингат); долоон ~ долоод; түм (түмэн) ~ түмэд.

## История

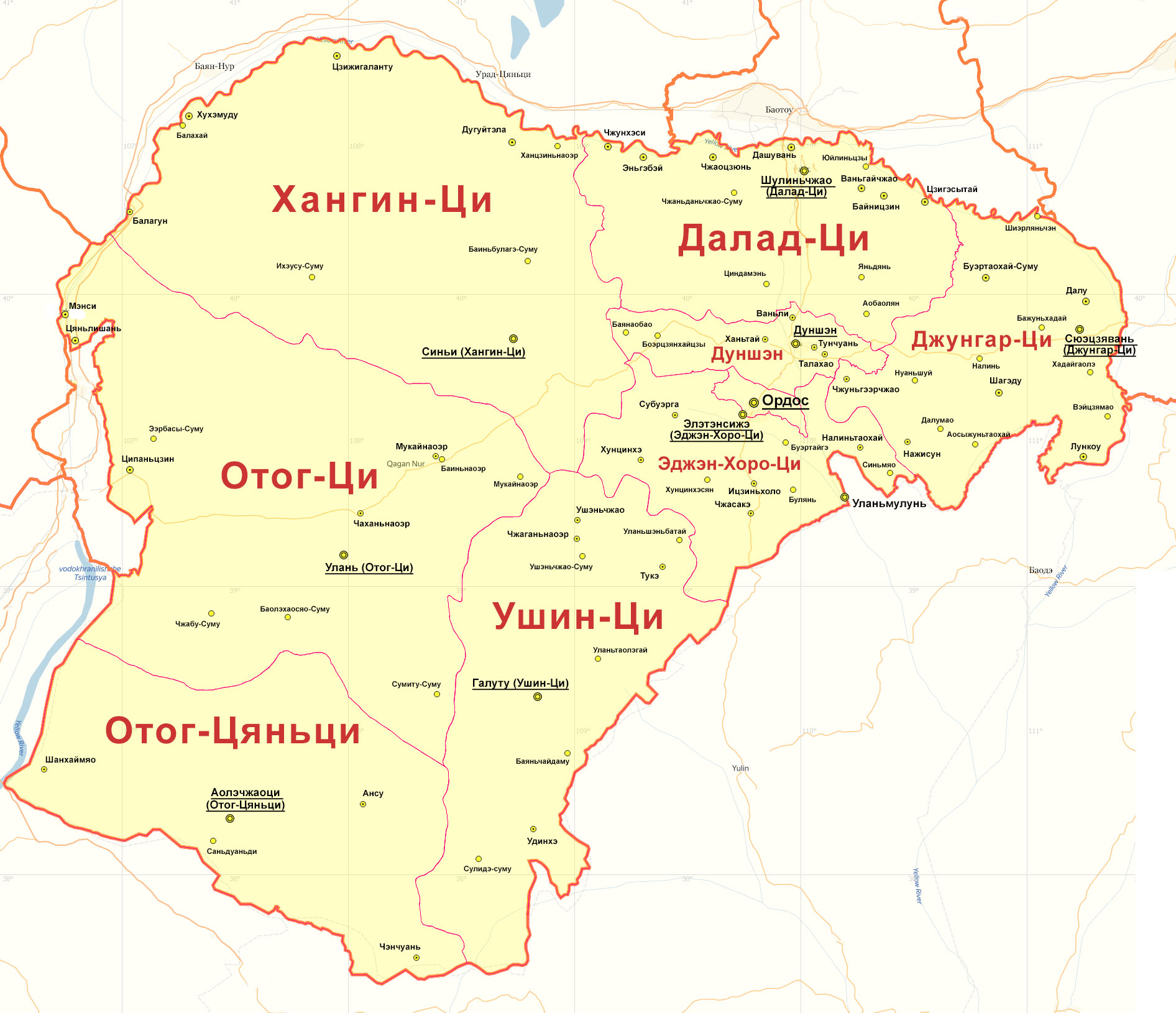
Городской округ Ордос.

В монгольской летописи «Алтан тобчи» описан военный поход Даян-хана на монголджинов. Войска монголджинов, прознавшие о наступлении, выступили навстречу и встретились с войсками Даян-хана на реке Тургэн. На стороне монголджинов упоминается далатский багатур Угурхэй. Несмотря на то, что первая атака, организованная Угурхэем, вызвала растерянность в войсках Даян-хана, монголджины в том бою потерпели поражение.
Среди приближенных Догуланг-гунчжи, дочери Даян-хана и Мандухай-хатун, упоминается далатский Алгачи. Алгачи также упоминается в числе тех, кто присматривал за маленьким Барсу Болад-джинонгом.
Во времена реставрации династии Северная Юань после восшествия на престол Даян-хана далаты входили в состав ордосского тумэна.
В середине XVI в. Гунбилэг-джинон, внук Батумунху Даян-хана, при наделении собственностью своих девяти детей передал третьему сыну Ойдарме подданных, называвшихся далад, ханглин, меркит и баганаг.
После вхождения Внутренней Монголии в состав империи Цин было учреждено 7 сеймов (чуулганов): Чжирим (Джирим, Жирэм), состоявший из горлосов, хорчинов, джалайтов, дурбэтов; Чахар (чахары); Шилингол (Шилин-Гол, Шилийн гол) (узумчины, суниты, хучиты, абга, абаганары); Уланцаб (Уланчаб, Улаанцав) (тумэты, ураты, муу минганы, халха и дурбэн хуухэд); Ехэ-Зуу (Их-Джу, Их Зуу) (хангины, далаты и др.); Зуу Удэ (Джу-Уд, Зуу Үд) (баарины, джаруты, арухорчины, найманы, хишигтэны, аохан, оннигуты, халха); Джосуту (Джосоту, Зост) (харчины, тумэты и халха). Далаты вошли в состав сейма Ехэ-Зуу (Их-Джу, Их Зуу).
Кроме этого далаты упоминаются в составе хамниган Шундуинской инородной управы Урульгинской степной думы. У далатов был собственный административный род — Далатский. По мнению Б.З. Нанзатова, далаты в составе хамниган имеют даурское происхождение.

## Расселение
В настоящее время далаты проживают на территории хошуна Далад-Ци городского округа Ордос Внутренней Монголии. Далаты упоминаются в составе ордосских тумэнов. Кроме этого далаты также отмечены в составе хамниган.